# Lecithodesmus spinosus
Lecithodesmus spinosus är en plattmaskart. Lecithodesmus spinosus ingår i släktet Lecithodesmus och familjen Campulidae. Inga underarter finns listade i Catalogue of Life.